# Artykuły henrykowskie
Artykuły henrykowskie (łac. Articuli Henriciani) – polsko-litewskie akty prawne sformułowane w czasie bezkrólewia po śmierci Zygmunta II Augusta, spisane na sejmie elekcyjnym 1573 roku, którego głównym zadaniem było wybranie monarchy.

## Znaczenie
Były prawami niezmiennymi, zawierającymi najważniejsze uregulowania dotyczące sprawowania władzy w państwie oraz określały stosunki między sejmem walnym a monarchą. Był to zbiór przepisów prawnych, których przestrzegać musiał każdy król Rzeczypospolitej (będący równocześnie Wielkim Księciem Litwy) wybrany w drodze wolnej elekcji. Poprzez podpisanie tych artykułów król uzależniał się od szlachty. Wraz z pacta conventa stanowiły podstawę ustroju Rzeczypospolitej w dobie wolnych elekcji. Nazwa pochodzi od imienia pierwszego władcy, który musiał ten dokument podpisać, by wstąpić na tron – Henryka Walezego.

## Treść
Artykuły:

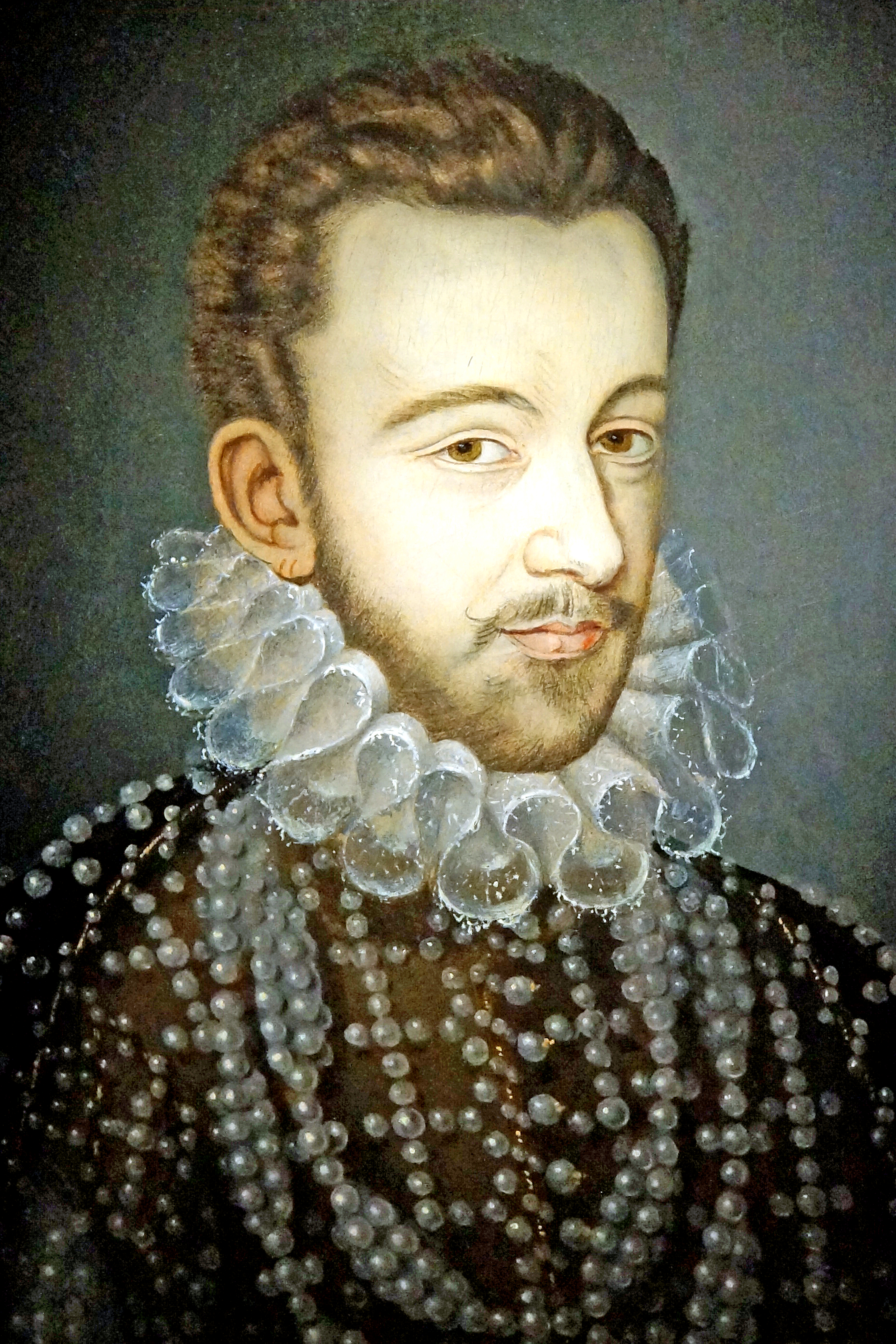
Henryk Walezy

- gwarantowały szlachcie zachowanie przywilejów;
- określały zasady ustroju i prawa Rzeczypospolitej;
- nakazywały królowi zwoływanie sejmu walnego co dwa lata na okres 6 tygodni, a w razie nagłej potrzeby sejm nadzwyczajny;
- zobowiązywały króla, aby na stałe miał przy swoim boku radę doradczą złożoną z szesnastu senatorów (tzw. senatorów rezydentów) składających sprawozdanie na sejmie;
- nie pozwalały na używanie tytułu dziedzicznego; król miał być wybierany tylko poprzez wolną elekcję;
- politykę wewnętrzną i zagraniczną oraz wypowiedzenie wojny poddawały kontroli sejmu;
- zabraniały królowi podejmowania istotnych decyzji politycznych bez zgody senatorów przebywających na dworze królewskim;
- narzucały zależność monarchy od praw Rzeczypospolitej, czyli od woli szlachty;
- obywatele mieli prawo do wolności wyznania (przysięga na przestrzeganie postanowień konfederacji warszawskiej), zobowiązano króla do zachowania pokoju między różnowiercami;
- w ostatnim artykule zezwalały na wypowiedzenie królowi posłuszeństwa (rokosz), w wypadku złamania przez niego przyjętych zobowiązań.